# Arrondissement La Roche-sur-Yon
Das Arrondissement La Roche-sur-Yon ist eine Verwaltungseinheit des französischen Départements Vendée innerhalb der Region Pays de la Loire. Verwaltungssitz (Präfektur) ist La Roche-sur-Yon.
Es besteht aus neun Kantonen und 78 Gemeinden.

## Kantone
- Aizenay
- Challans (mit 8 von 15 Gemeinden)
- Chantonnay (mit 15 von 16 Gemeinden)
- Les Herbiers (mit 5 von 14 Gemeinden)
- Mareuil-sur-Lay-Dissais (mit 2 von 26 Gemeinden)
- Montaigu-Vendée
- Mortagne-sur-Sèvre
- La Roche-sur-Yon-1
- La Roche-sur-Yon-2

## Gemeinden
Die Gemeinden des Arrondissements La Roche-sur-Yon sind:
| 1. Aizenay (85003)                    | 2. Apremont (85006)                   | 3. Aubigny-Les Clouzeaux (85008)     | 4. Bazoges-en-Paillers (85013)       |
| 5. Beaufou (85015)                    | 6. Beaurepaire (85017)                | 7. Bellevigny (85019)                | 8. Bournezeau (85034)                |
| 9. Chantonnay (85051)                 | 10. Chanverrie (85302)                | 11. Chauché (85064)                  | 12. Chavagnes-en-Paillers (85065)    |
| 13. Cugand-la-Bernardière (85076)     | 14. Dompierre-sur-Yon (85081)         | 15. Essarts en Bocage (85084)        | 16. Falleron (85086)                 |
| 17. Fougeré (85093)                   | 18. Grand’Landes (85102)              | 19. L’Herbergement (85108)           | 20. L’Oie (85165)                    |
| 21. La Boissière-de-Montaigu (85025)  | 22. La Bruffière (85039)              | 23. La Chaize-le-Vicomte (85046)     | 24. La Chapelle-Palluau (85055)      |
| 25. La Copechagnière (85072)          | 26. La Ferrière (85089)               | 27. La Gaubretière (85097)           | 28. La Genétouze (85098)             |
| 29. La Merlatière (85142)             | 30. La Rabatelière (85186)            | 31. La Roche-sur-Yon (85191)         | 32. Landeronde (85118)               |
| 33. Le Poiré-sur-Vie (85178)          | 34. Le Tablier (85285)                | 35. Les Brouzils (85038)             | 36. Les Epesses (85082)              |
| 37. Les Herbiers (85109)              | 38. Les Landes-Genusson (85119)       | 39. Les Lucs-sur-Boulogne (85129)    | 40. Maché (85130)                    |
| 41. Mallièvre (85134)                 | 42. Mesnard-la-Barotière (85144)      | 43. Montaigu-Vendée (85146)          | 44. Montréverd (85197)               |
| 45. Mortagne-sur-Sèvre (85151)        | 46. Mouchamps (85153)                 | 47. Mouilleron-le-Captif (85155)     | 48. Nesmy (85160)                    |
| 49. Palluau (85169)                   | 50. Rives de l’Yon (85213)            | 51. Rocheservière (85190)            | 52. Rochetrejoux (85192)             |
| 53. Saint-André-Goule-d’Oie (85196)   | 54. Saint-Aubin-des-Ormeaux (85198)   | 55. Saint-Denis-la-Chevasse (85208)  | 56. Sainte-Cécile (85202)            |
| 57. Saint-Étienne-du-Bois (85210)     | 58. Sainte-Florence (85212)           | 59. Saint-Fulgent (85215)            | 60. Saint-Germain-de-Prinçay (85220) |
| 61. Saint-Hilaire-le-Vouhis (85232)   | 62. Saint-Laurent-sur-Sèvre (85238)   | 63. Saint-Malô-du-Bois (85240)       | 64. Saint-Mars-la-Réorthe (85242)    |
| 65. Saint-Martin-des-Noyers (85246)   | 66. Saint-Martin-des-Tilleuls (85247) | 67. Saint-Paul-en-Pareds (85259)     | 68. Saint-Paul-Mont-Penit (85260)    |
| 69. Saint-Philbert-de-Bouaine (85262) | 70. Saint-Prouant (85266)             | 71. Saint-Vincent-Sterlanges (85276) | 72. Sigournais (85282)               |
| 73. Thorigny (85291)                  | 74. Tiffauges (85293)                 | 75. Treize-Septiers (85295)          | 76. Treize-Vents (85296)             |
| 77. Venansault (85300)                | 78. Vendrennes (85301)                |                                      |                                      |

## Neuordnung der Arrondissements 2017

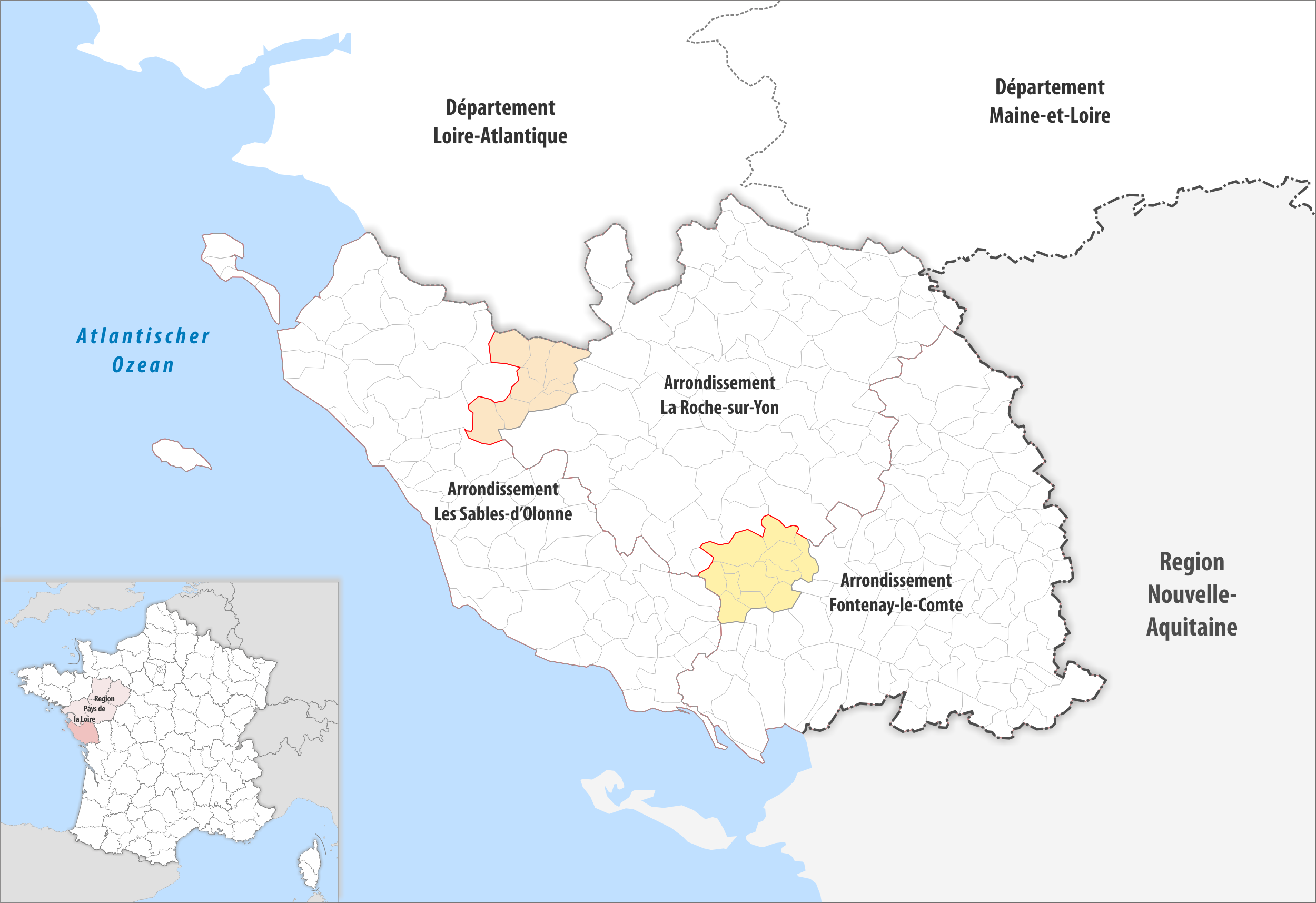
Arrondissementsanpassungen im Jahr 2017

Durch die Neuordnung der Arrondissements im Jahr 2017 wurde aus dem Arrondissement La Roche-sur-Yon die Fläche der elf Gemeinden Bessay, Château-Guibert, Corpe, La Bretonnière-la-Claye, La Couture, Les Pineaux, Mareuil-sur-Lay-Dissais, Moutiers-sur-le-Lay, Péault, Rosnay und Sainte-Pexine dem Arrondissement Fontenay-le-Comte zugewiesen.
Dafür wechselten aus dem Arrondissement Les Sables-d’Olonne die Fläche der acht Gemeinden Apremont, Falleron, Grand’Landes, La Chapelle-Palluau, Maché, Palluau, Saint-Étienne-du-Bois und Saint-Paul-Mont-Penit zum Arrondissement La Roche-sur-Yon.

## Neuordnung der Arrondissements 2019
Durch die Neuordnung der Arrondissements im Jahr 2019 wechselte aus dem Arrondissement Les Sables-d’Olonne die Fläche der Gemeinde Landeronde zum Arrondissement La Roche-sur-Yon.

## Ehemalige Gemeinden seit der landesweiten Neuordnung der Kantone
bis 2024: Cugand, La Bernardière
bis 2019: Boufféré, Chambretaud, La Guyonnière, Montaigu, Saint-Georges-de-Montaigu, Saint-Hilaire-de-Loulay, La Verrie
bis 2015: Aubigny, Belleville-sur-Vie, Boulogne, Chaillé-sous-les-Ormeaux, L’Oie, Les Clouzeaux, Les Essarts, Mormaison, Saint-André-Treize-Voies, Sainte-Florence, Saint-Florent-des-Bois, Saint-Sulpice-le-Verdon, Saligny